# Lista telefonów marki Siemens
Lista telefonów Siemens – lista wyprodukowanych telefonów komórkowych przez firmę Siemens lub w wyniku współpracy firm BenQ i Siemens.

## Seria A
| model   | wprowadzenie na rynek | wymiary (mm)    | masa  | pasmo             | maksymalny czas czuwania maksymalny czas rozmowy | wbudowana pamięć | tryb wiadomości     | aparat cyfrowy | dodatkowe informacje | źródło | zdjęcie |
| ------- | --------------------- | --------------- | ----- | ----------------- | ------------------------------------------------ | ---------------- | ------------------- | -------------- | -------------------- | ------ | ------- |
| A35/A36 | 2000                  | 118x21x46       | 120 g | 900/1800          | 150 godz. 240 min                                | brak             | SMS                 | N              | –                    | [ 1 ]  |         |
| A40     | 2001                  | 46x118x27       | 122 g | 900/1800          | 150 godz. 240 min                                | brak             | SMS                 | N              | –                    | [ 2 ]  |         |
| A50     | październik 2002      | 109x23x46       | 95 g  | 900/1800          | 250 godz. 300 min                                | brak             | SMS                 | N              | –                    | [ 3 ]  |         |
| A51     | 2004                  | 46x103x21       | 84 g  | 850/900/1800/1900 | 250 godz. 300 min                                | brak             | SMS                 | N              | –                    | [ 4 ]  |         |
| A52     | III kwartał 2003      | 104x21x46       | 84 g  | 900/1800          | 190 godz. 360 min                                | brak             | SMS                 | N              | –                    | [ 5 ]  |         |
| A53     | 2004                  | 103x21x46       | 84 g  | 850/900/1800/1900 | 250 godz. 300 min                                | brak             | SMS raport doręczeń | N              | –                    | [ 6 ]  |         |
| A55     | I kwartał 2003        | 101x44x21       | 84 g  | 900/1800          | 250 godz. 300 min                                | brak             | SMS                 | N              | –                    | [ 7 ]  |         |
| A57     | II kwartał 2004       | 103×46x21,5     | 84 g  | 900/1800          | 250 godz. 120 min                                | brak             | SMS                 | N              | –                    | [ 8 ]  |         |
| A60     | 2004                  | 110x47x23       | 85 g  | 900/1800/1900     | 260 godz. 120 min                                | brak             | SMS                 | N              | –                    | [ 9 ]  |         |
| A65     | 2004                  | 101x45x19       | 75 g  | 900/1800/1900     | 260 godz. 120 min                                | 1,87 MB          | SMS MMS             | N              | –                    | [ 10 ] |         |
| A70     | I kwartał 2005        | 101x20x45       | 78 g  | 900/1800/1900     | 250 godz. 300 min                                | brak             | SMS                 | N              | –                    | [ 11 ] |         |
| A75     | 2005                  | ?               | ?     | 900/1800/1900     | ?. ?                                             | ?                | SMS                 | N              | –                    | –      |         |
| AX72    | październik 2005      | 46,8x105,6x17,5 | 79 g  | 900/1800/1900     | 220 godz. 300 min                                | 1,5 MB           | SMS MMS             | N              | –                    | [ 12 ] |         |
| AX75    | I kwartał 2005        | 106x47x18 mm    | 76 g  | 900/1800/1900     | 220 godz. 200 min                                | 1,32 MB          | SMS MMS             | N              | –                    | [ 13 ] |         |

## Seria C
| model | wprowadzenie na rynek | wymiary (mm) | masa  | pasmo               | maksymalny czas czuwania maksymalny czas rozmowy | wbudowana pamięć | tryb wiadomości        | aparat cyfrowy | dodatkowe informacje | źródło | zdjęcie |
| ----- | --------------------- | ------------ | ----- | ------------------- | ------------------------------------------------ | ---------------- | ---------------------- | -------------- | -------------------- | ------ | ------- |
| C25   | 1999                  | 117x47x27    | 135 g | 900/1800            | 160 godz. 300 min                                | brak             | SMS                    | N              | –                    | [ 14 ] |         |
| C28   | 2000                  | 117x47x27    | 135 g | 900/1800            | 160 godz. 300 min                                | brak             | SMS                    | N              | –                    | [ 15 ] |         |
| C30   | 2000                  | 124x24x44    | 110 g | 900/1800            | 150 godz. 240 min                                | brak             | SMS wiadomości grupowe | N              | –                    | [ 16 ] |         |
| C35i  | 2000                  | 118×46×21    | 110 g | 850/900/ /1800/1900 | 180 godz. 300 min                                | brak             | SMS wiadomości grupowe | N              | –                    | [ 17 ] |         |
| C45   | 2001                  | 99,9x46x23   | 107 g | 900/1800            | 550 godz. 300 min                                | ?                | SMS                    | N              | –                    | [ 18 ] |         |
| C55   | wrzesień 2002         | 99,9x44x21   | 80 g  | 900/1800            | 250 godz. 300 min                                | 376 kB           | SMS                    | N              | –                    | [ 19 ] |         |
| C60   | 2003                  | 110x47x23    | 85 g  | 900/1800/1900       | 250 godz. 300 min                                | 1,8 MB           | SMS MMS                | N              | –                    | [ 20 ] |         |
| C62   | 2003                  | 99,9x44x20   | 85 g  | 900/1800/1900       | 250 godz. 270 min                                | 1,6 MB           | SMS                    | N              | –                    | [ 21 ] |         |
| C65   | 2004                  | 99,9x45x16   | 86 g  | 900/1800/1900       | 360 godz. 250 min                                | ?                | SMS MMS                | 0,3 Mpx        | –                    | [ 22 ] |         |
| C72   | sierpień 2005         | 99,9x47x18   | 86 g  | 900/1800/1900       | 300 godz. 300 min                                | 10,32 MB         | SMS MMS                | 0,3 Mpx        | –                    | [ 23 ] |         |
| C75   | październik 2005      | 103x17x44    | 85 g  | 900/1800/1900       | 300 godz. 300 min                                | 10 MB            | SMS MMS                | 0,3 Mpx        | –                    | [ 24 ] |         |
| CF62  | luty 2004             | 82x45x22     | 85 g  | 900/1800/1900       | 220 godz. 300 min                                | 1,5 MB           | SMS MMS                | N              | –                    | [ 25 ] |         |
| CF75  | 2005                  | 64x22x47 mm  | 91 g  | 900/1800/1900       | 250 godz. 150 min                                | 10 MB            | SMS MMS                | N              | –                    | [ 26 ] |         |
| CF110 | 2005                  | 83x18x45     | 76 g  | 900/1800/1900       | 220 godz. 300 min                                | 1,5 MB           | SMS MMS                | N              | –                    | [ 27 ] |         |
| CL50  | 2002                  | 39x73x22     | 73 g  | 900/1800            | 220 godz. 300 min                                | ?                | SMS                    | N              | –                    | [ 28 ] |         |
| CT65  | 2004                  | 99,9x45x16   | 86 g  | 900/1800/1900       | 410 godz. 300 min                                | 10,32 MB         | SMS MMS                | 0,3 Mpx        | –                    | [ 29 ] |         |
| CX65  | luty 2004             | 46x108x18    | 90 g  | 900/1800/1900       | 300 godz. 300 min                                | 10 MB            | SMS MMS                | 0,3 Mpx        | –                    | [ 30 ] |         |
| CX70  | 2004                  | 108x18x46    | 90 g  | 900/1800/1900       | 300 godz. 250 min                                | 10 MB            | SMS MMS                | 0,3 Mpx        | –                    | [ 31 ] |         |
| CXT65 | 2004                  | 108x18x46    | 90 g  | 900/1800/1900       | 250 godz. 300 min                                | 11 MB            | SMS MMS EMS            | 0,3 Mpx        | –                    | [ 32 ] |         |
| CXT70 | 2005                  | 99,9x46x14   | 90 g  | 900/1800/1900       | 300 godz. 330 min                                | 10,32 MB         | SMS MMS EMS            | 0,31 Mpx       | –                    | [ 33 ] |         |
| CXV70 | 2004                  | 99,9x46x14   | 90 g  | 900/1800/1900       | 300 godz. 300 min                                | 9,5 MB           | SMS MMS EMS            | N              | –                    | [ 34 ] |         |

## Seria M
| model | wprowadzenie na rynek | wymiary (mm) | masa  | pasmo                    | maksymalny czas czuwania oraz maksymalny czas rozmowy | wbudowana pamięć | tryb wiadomości | aparat cyfrowy | dodatkowe informacje                                                | link do mgsm.pl | zdjęcie |
| ----- | --------------------- | ------------ | ----- | ------------------------ | ----------------------------------------------------- | ---------------- | --------------- | -------------- | ------------------------------------------------------------------- | --------------- | ------- |
| M35i  | 2000                  | 118x47x22    | 125 g | 900/1800                 | 180 godz. 300 min                                     | ?                | SMS             | N              | –                                                                   | [ 35 ]          |         |
| M50   | 2002                  | 109x46x23    | 97 g  | 900/1800                 | 260 godz. 360 min                                     | ?                | SMS             | N              | –                                                                   | [ 36 ]          |         |
| M55   | 2003                  | 101x46x21    | 83 g  | 900/1800/1900            | 250 godz. 300 min                                     | 1.87 MB          | SMS MMS         | N              | –                                                                   | [ 37 ]          |         |
| M65   | marzec 2004           | 99,9x49x19   | 104 g | 900/1800/1900            | 300 godz. 300 min                                     | 10,32 MB         | SMS MMS         | 0,31 Mpx       | Zwiększona odporność na trudne warunki (np. wodę, kurz i wstrząsy). | [ 39 ]          |         |
| M75   | 2005                  | 52x111x21    | 110 g | 850/900/1800/ /1900/UMTS | 250 godz. 300 min                                     | 10 MB            | SMS MMS         | 1,3 Mpx        | –                                                                   | [ 40 ]          |         |
| MC60  | 2003                  | 109x46x21    | 86 g  | 900/1800/1900            | 250 godz. 300 min                                     | 1.8 MB           | SMS MMS         | 0,2 Mpx        | –                                                                   | [ 41 ]          |         |
| ME45  | 2001                  | 109x46x21    | 99 g  | 900/1800/1900            | 300 godz. 300 min                                     | 348 KB           | SMS             | N              | –                                                                   | [ 42 ]          |         |
| ME75  | październik 2005      | 105x46x18    | 95 g  | 900/1800/1900            | 450 godz. 480 min                                     | 10 MB            | SMS MMS EMS     | 0,3 Mpx        | –                                                                   | [ 43 ]          |         |
| MT50  | 2002                  | 109x46x23    | 97 g  | 900/1800                 | 360 godz. 260 min                                     | ?                | SMS EMS         | N              | –                                                                   | [ 44 ]          |         |

## Seria S
| model | wprowadzenie na rynek | wymiary (mm) | masa  | pasmo                    | maksymalny czas czuwania oraz maksymalny czas rozmowy | wbudowana pamięć | tryb wiadomości | aparat cyfrowy | dodatkowe informacje | link do mgsm.pl |
| ----- | --------------------- | ------------ | ----- | ------------------------ | ----------------------------------------------------- | ---------------- | --------------- | -------------- | -------------------- | --------------- |
| S25   | 1999                  | 117×47×27    | 135 g | 900/1800                 | 100 godz. 300 min                                     | ?                | SMS             | N              | –                    | [ 45 ]          |
| S35i  | 2000                  | 118x21x46    | 99 g  | 900/1800                 | 220 godz. 360 min                                     | ?                | SMS             | N              | –                    | [ 46 ]          |
| S40   | 2000                  | 112x22x44    | 97 g  | 900/1800/1900            | 260 godz. 280 min                                     | ?                | SMS             | N              | –                    | [ 47 ]          |
| S45   | 2001                  | 109x46x20    | 93 g  | 900/1800                 | 300 godz. 360 min                                     | 348 kB           | SMS             | N              | –                    | [ 48 ]          |
| S55   | 2002                  | 101x42x18    | 85 g  | 900/1800/1900            | 300 godz. 360 min                                     | 921 kB           | SMS MMS         | N              | –                    | [ 49 ]          |
| S65   | 2005                  | 109x48x18    | 98 g  | 900/1800/1900            | 250 godz. 300 min                                     | 11 MB            | SMS MMS         | 1.3 Mpx        | –                    | [ 50 ]          |
| S75   | 2005                  | 103x47x18,5  | 99 g  | 900/1800/1900            | 400 godz. 240 min                                     | 20 MB            | SMS MMS         | 1.3 Mpx        | –                    | [ 51 ]          |
| SF65  | 2004                  | 91x23x44     | 97 g  | 900/1800                 | 400 godz. 240 min                                     | 18 MB            | SMS MMS         | 1,3 Mpx        | –                    | [ 52 ]          |
| SK65  | 2004                  | 120x22x47    | 144 g | 900/1800/1900            | 250 godz. 300 min                                     | 64 MB            | SMS MMS EMS     | N              | –                    | [ 53 ]          |
| SL10  | 1999                  | 129x26x50    | 138 g | 900                      | 46 godz. 180 min                                      | ?                | SMS             | N              | –                    | [ 54 ]          |
| SL42  | 2001                  | 105x46x19    | 88 g  | 900/1800                 | 170 godz. 240 min                                     | 16 MB            | SMS             | N              | –                    | [ 55 ]          |
| SL45  | 2001                  | 105x46x19    | 88 g  | 900/1800                 | 170 godz. 240 min                                     | ?                | SMS             | N              | –                    | [ 56 ]          |
| SL45i | 2001                  | 105x46x19    | 88 g  | 900/1800                 | 170 godz. 240 min                                     | ?                | SMS             | N              | –                    | [ 57 ]          |
| SL55  | 2003                  | 82x22x45     | 79 g  | 900/1800/1900            | 210 godz. 300 min                                     | 1,6 MB           | SMS EMS MMS     | N              | –                    | [ 58 ]          |
| SL65  | czerwiec 2004         | 90x21x47,6   | 99 g  | 900/1800/1900            | 230 godz. 270 min                                     | 10 MB            | SMS EMS MMS     | 0,3 Mpx        | –                    | [ 59 ]          |
| SL75  | 2005                  | 92x48x23     | 99 g  | 900/1800/1900            | 300 godz. 300 min                                     | 52 MB            | SMS EMS MMS     | 1,3 Mpx        | –                    | [ 60 ]          |
| SP65  | 2005                  | 109x18x48    | 98 g  | 850/900/1800/ /1900/UMTS | 250 godz. 300 min                                     | 11 MB            | SMS EMS MMS     | N              | –                    | [ 61 ]          |
| ST55  | 2003                  | 99x22x47     | 87 g  | 900/1800                 | 140 godz. 270 min                                     | 3.6 MB           | SMS EMS MMS     | 0,3 Mpx        | –                    | [ 62 ]          |
| ST60  | 2004                  | 99x22x47     | 87 g  | 900/1800                 | 140 godz. 270 min                                     | 5 MB             | SMS EMS MMS     | T              | –                    | [ 63 ]          |
| SX1   | 2003                  | 109×56×19    | 116 g | 900/1800/1900            | 200 godz. 240 min                                     | 3 MB             | SMS             | T              | –                    | [ 64 ]          |
| SX45  | 2002                  | 134x26x87    | 330 g | 900/1800/1900            | 150 godz. 120 min                                     | 32 MB            | SMS             | N              | –                    | [ 65 ]          |
| SXG75 | 2005                  | 111,5x53x20  | 134 g | 900/1800/1900/UMTS       | 400 godz. 360 min.                                    | 128 MB           | SMS EMS         | 2 Mpx          | –                    | [ 66 ]          |

## Modele powstałe w wyniku współpracy z BenQ
| model | wprowadzenie na rynek | wymiary (mm)       | masa   | pasmo                    | maksymalny czas czuwania oraz maksymalny czas rozmowy | wbudowana pamięć | tryb wiadomości    | aparat cyfrowy      | dodatkowe informacje | link do mgsm.pl |
| ----- | --------------------- | ------------------ | ------ | ------------------------ | ----------------------------------------------------- | ---------------- | ------------------ | ------------------- | -------------------- | --------------- |
| A53   | kwiecień 2007         | 80x42x14           | 67,5 g | 900/1800/1900            | 200 godz. 200 min                                     | ?                | SMS MMS EMS        | 1,3 Mpx             | –                    | [ 67 ]          |
| AL26  | sierpień 2006         | 87x46x19           | 78 g   | 900/1800/1900            | 220 godz. 300 min                                     | 1,5 MB           | SMS EMS MMS        | brak                | –                    | [ 68 ]          |
| C81   | 2006                  | 99,9 x 46,5 x 17,7 | 80 g   | 900/1800/1900            | 300 godz. 300 min                                     | 23 MB            | SMS EMS MMS        | 1280x1024; 1,3 MPix | –                    | [ 69 ]          |
| CF61  | marzec 2006           | 46x88x23 mm        | 99 g   | 900/1800/1900            | 225 godz. 180 min                                     | 1,5 MB           | SMS MMS            | 1280x1024; 1,3 MPix | –                    | [ 70 ]          |
| CL71  | marzec 2006           | 47x97x18           | 110 g  | 900/1800/1900            | 170 godz. 144 min                                     | 24 MB            | SMS MMS EMS        | T                   | –                    | [ 71 ]          |
| E52   | ?                     | 102x45x14,9        | 122 g  | 900/1800/1900            | 245 godz. 250 min                                     | 20 MB            | SMS MMS            | 1,3 Mpx             | –                    | [ 72 ]          |
| E61   | marzec 2006           | 44x101x17          | 88 g   | 900/1800/1900            | 215 godz. 200 min                                     | 1 MB             | SMS MMS EMS        | 0,3 Mpx             | –                    | [ 73 ]          |
| E71   | lipiec 2006           | 46x90x17 mm        | 80 g   | 900/1800/1900            | 390 godz. 380 min                                     | 16 MB            | SMS MMS EMS        | 1,3 Mpix            | –                    | [ 74 ]          |
| E81   | 2006                  | 99,8x46,7x16,7     | 90 g   | 850/900/1800/ /1900/UMTS | 300 godz. 300 min                                     | 18.7 MB          | SMS MMS            | 1280x1024; 1,3 Mpx  | –                    | [ 75 ]          |
| EF71  | maj 2006              | 90x46x17           | 94 g   | 900/1800/1900            | 225 godz. 180 min                                     | 24 MB            | SMS MMS            | 1600x1200 px; 2 Mpx | –                    | [ 76 ]          |
| EF81  | styczeń 2006          | 94×51×15,9         | 110 g  | 900/1800/1900            | 300 godz. 270 min                                     | 64 MB            | SMS MMS            | 1600x1200 px; 2 Mpx | –                    | [ 77 ]          |
| EF91  | luty 2006             | 92x46,5x23,5       | 100 g  | 900/1800/1900/2100       | ?                                                     | 32 MB            | SMS MMS EMS        | 3,2 MPix            | –                    | [ 78 ]          |
| EL71  | czerwiec 2006         | 90×46,3×16,5       | 94 g   | 900/1800/1900            | 250 godz. 280 min                                     | 17 MB            | SMS MMS EMS e-mail | 1,3 MPix            | –                    | [ 79 ]          |
| M81   | sierpień 2006         | 105x47x18          | 96 g   | 900/1800/1900            | 300 godz. 300 min                                     | 27 MB            | SMS MMS EMS        | 1,3 MPix            | –                    | [ 80 ]          |
| S68   | styczeń 2006          | 107x44x13,2        | 78,5 g | 900/1800/1900            | 300 godz. 300 min                                     | 26 MB            | SMS MMS            | N                   | –                    | [ 81 ]          |
| S82   | 2006                  | 89,9x45,1x23,9     | 110 g  | 900/1800/1900            | 250 godz. 240 min                                     | 35 MB            | SMS MMS EMS        | 1,3 Mpx             | –                    | [ 82 ]          |
| S88   | styczeń 2006          | 47x99x17           | 105 g  | 900/1800/1900            | 200 godz. 450 min                                     | 16 MB            | SMS MMS EMS        | 2 Mpx               | –                    | [ 83 ]          |
| SL80  | sierpień 2006         | 92x48x23           | 99 g   | 900/1800/1900            | 300 godz. 300 min                                     | 52 MB            | SMS MMS EMS        | 1,3 Mpx             | –                    | [ 84 ]          |
| SL91  | lipiec 2006           | 89x47x23 mm        | 109 g  | 900/1800/1900            | 310 godz. 195 min                                     | 72 MB            | SMS MMS EMS        | 3,2 Mpx             | –                    | [ 85 ]          |